# 籠吉

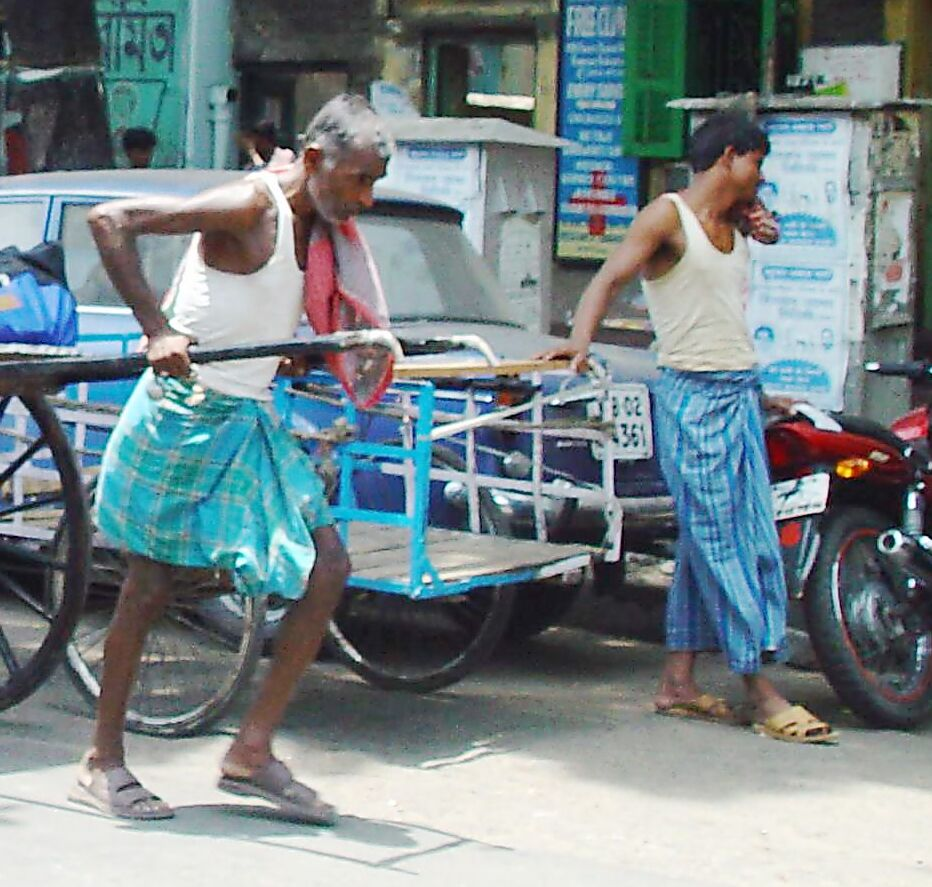
笼吉的短裙和长裙穿法对比

籠吉（英語：Lungi），是一種在東南亞（柬埔寨、緬甸和泰國）以及印度、巴基斯坦、尼泊爾、孟加拉國一帶的男裝紗籠，發源於印度次大陸，它在穿著褲子會令人不適的炎熱潮濕地區特別受歡迎。
它是由一塊布縫成筒狀再打結穿著，通常由棉編織而成，具有多種設計和顏色。絲綢的籠吉可用於婚禮等儀式目的。
籠吉也是孟加拉國最常見的男裝，雖然它通常不適合正式場合穿著。

## 图库

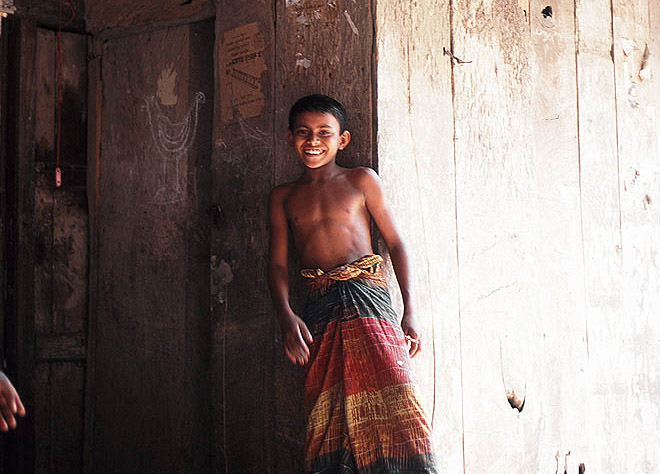
位於孟加拉诺拉尔县一個村莊內一名穿著籠吉的男孩
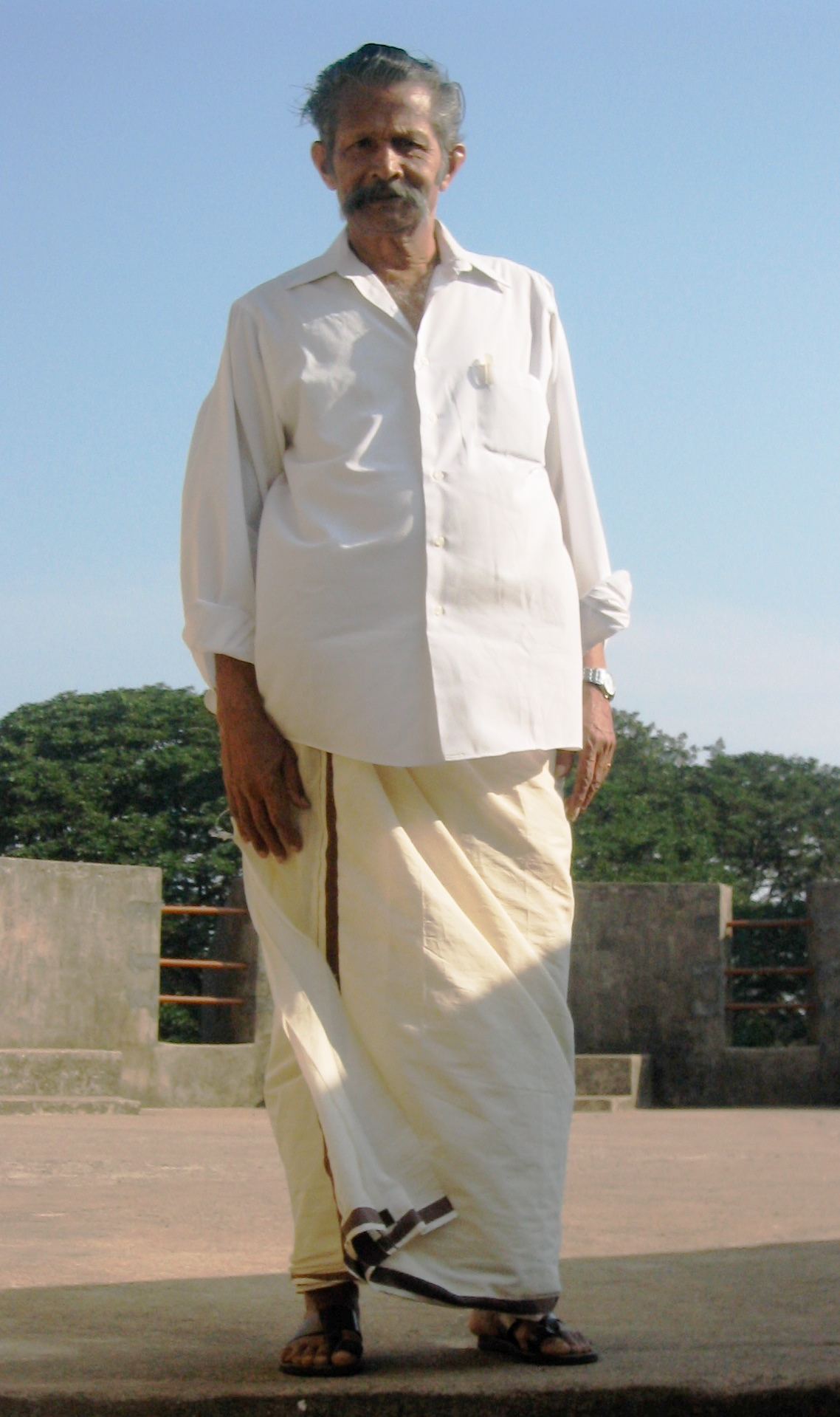
浅黄色笼吉